# Néo-araméen occidental
Le néo-araméen occidental (en arabe : آرامية غربية حديثة), ma'aloula ou ma'alouléen est le seul descendant vivant de la branche occidentale des langues aramaïques.
Il est parlé par une partie des habitants de trois villages de Syrie  : Maaloula (en arabe : معلولا), Bakh`a (en arabe : بخعة) et Jubb Adin (en) (en arabe : جبّعدين), situés environ à 60 km au nord-est de Damas.
Le nombre de locuteurs est d'environ 21 700 au total. Chaque village possède son propre dialecte. Celui de Bakh`a est le plus traditionnel, car peu influencé par l'arabe, à l'inverse de celui de Jubb`adin, dont les habitants sont musulmans.
Le ma'alouléen est aujourd'hui la seule variété d’araméen moderne parlée par des musulmans.

## Histoire
Le terme araméen vient d'Aram, fils de Sem (qui a donné « sémitique »), lui-même fils de Noé. L'araméen est une langue sémitique appartenant à la famille chamito-sémitique (nommée aussi afro-asiatique).
Du IIIe siècle av. J.-C. à 650 ap. J.-C., l'araméen a été la principale langue officielle écrite au Proche-Orient. Au VIe siècle av. J.-C. elle a été la langue administrative du grand empire perse. Après le retour d'exil, l'araméen est devenu la langue vernaculaire en Palestine. Jésus-Christ lui-même a parlé et prêché dans cette langue, comme en témoignent les mots araméens placés dans sa bouche par l'évangéliste saint Marc. L'araméen a été la langue dominante des peuples sémites jusqu'à ce qu'il soit remplacé par l'arabe.